# Prințul Oskar al Prusiei
Prințul Oskar al Prusiei (Oskar Karl Gustav Adolf; 27 iulie 1888 – 27 ianuarie 1958) a fost al cincilea fiu al kaiserului Wilhelm al II-lea al Germaniei și a primei lui soții, Augusta Viktoria de Schleswig-Holstein.